# Ландтаг (Королевство Пруссия)

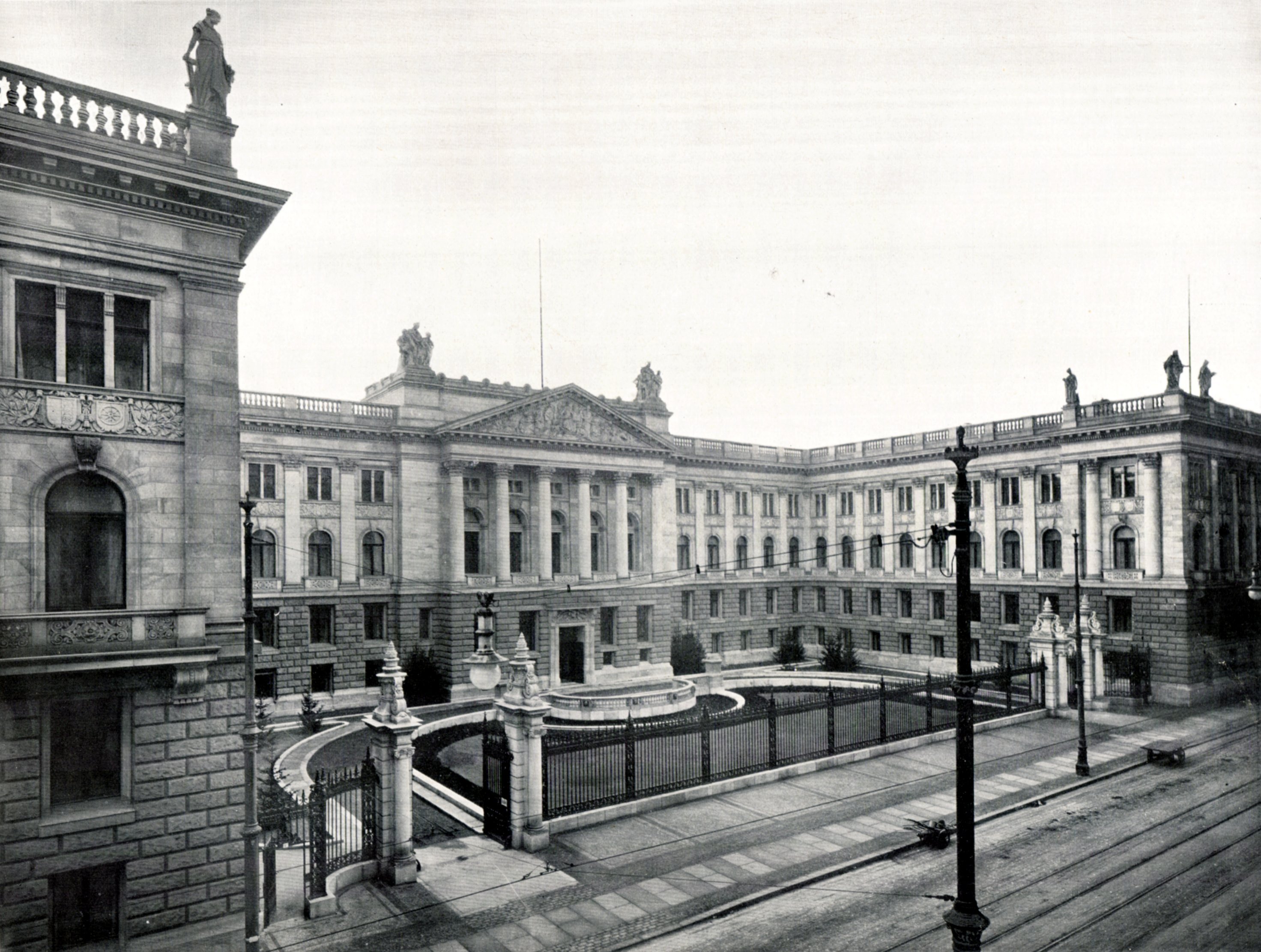
Палата господ Пруссии, около 1900

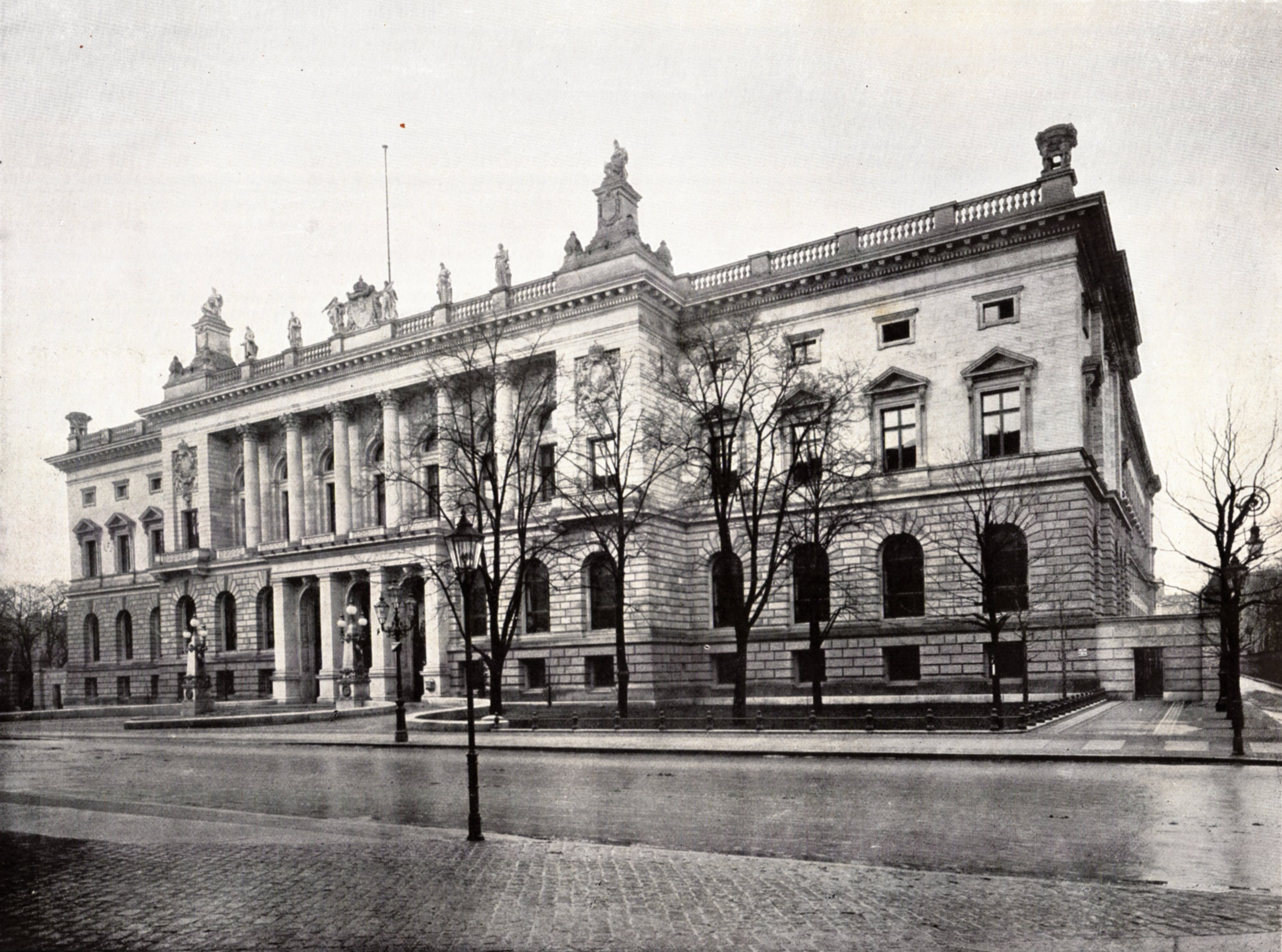
Палата представителей Пруссии, около 1900

Прусские земские штаты — парламент Королевство Пруссия c 1848 и по 1919 год.
Включал в себя две палаты:
- Прусская палата господ (Preußisches Herrenhaus), состоявшей из принцев королевского дома, 169 членов, назначавшихся королём, из них 48 назначались по предложению городских собраний представителей, 9 — по предложению университетов, 8 — провинциальных союзов рыцарей и графов, 96 — по предложению ландшафтств, 98 наследственных членов из прежних владетельных родов и дворянских фамилий[1];
- Прусская палаты представителей (Preußisches Abgeordnetenhaus), состоявшей из 350 членов, избиравшихся съездами выборщиков (Wahlversammlung) по мажоритарной системе по одномандатным округам (wahlbezirk) в 2 тура при свободном втором туре сроком на 5 лет[2][3][4].

## История

### Государство Тевтонского ордена
Первые собрания, известные как прусский ландтаг (или Tagesfahrten), проходили в государстве Тевтонского ордена, позже известном как Восточная Пруссия. Часть территории ордена в Старой Пруссии называлась Пруссией в честь населявшего эти земли до прихода немцев балтских племён, известных как пруссы, в XVI веке объединённой с Бранденбургской маркой — сердцем более позднего Прусского королевства. В 1308 году рыцари Тевтонского (Немецкого) ордена и Бранденбурга столкнулись друг с другом в борьбе за Данциг, в то время принадлежавшим польской короне. В результате город был захвачен рыцарями Ордена. После проигранной Грюнвальдской битвы (1410) великий магистр Тевтонского ордена в 1411 году созвал ландтаг, чтобы решить вопрос выплаты контрибуции Польше. Среди участников ландтага были эмиссары ганзейских городов. Недовольные политикой Ордена города, помещики и часть духовенства Старой Пруссии организовались в Прусский союз, который в 1454 году откололся от Ордена и заключил союз с польским королём Казимиром IV. В результате Тринадцатилетней войны 1454—1466 годов западная часть Старой Пруссии (позже Западная Пруссия) была отдана под польскую корону с гарантией автономии, а восточная часть осталась за Орденским государством.

### Королевская Пруссия
С 1466 по 1772 год Королевская Пруссия (также Польская Пруссия) являлась частью Польши с правами автономии, включая право на свой парламент. С 1466 года здесь проходили собрания, называемые Прусским ландтагом, в которых, среди прочих, принимал участие Николай Коперник как представитель княжества-епископства Вармия. С падением первой Речи Посполитой (первый раздел Польши) в 1772 году закончилось существование Королевской Пруссии. Большая её часть, за исключением городских республик Данциг и Торн, стала провинцией Прусского королевства под названием Западная Пруссия.

### Герцогство и Королевство Пруссия (1525–1848)

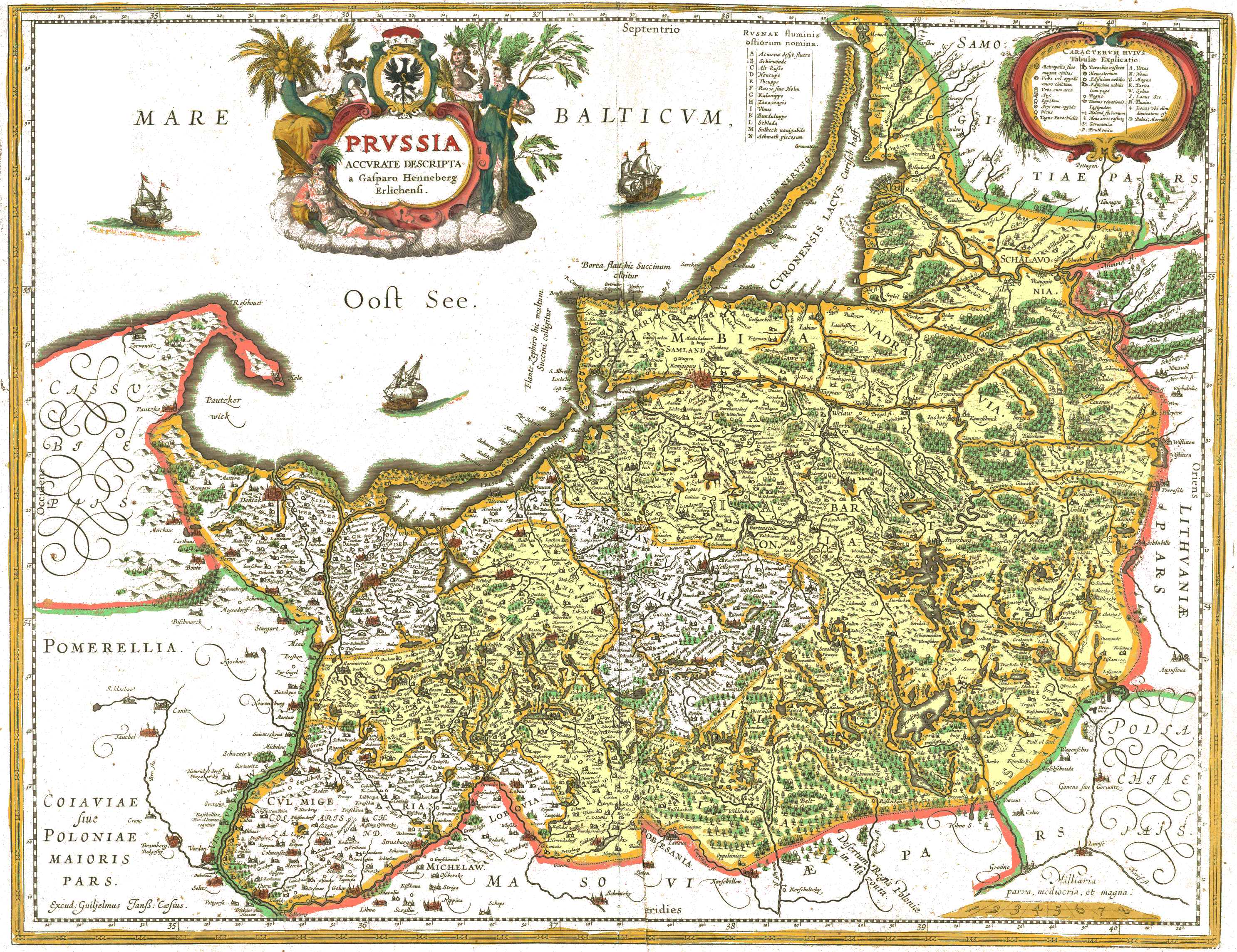
Пруссия 1576 года (Каспар Хенненбергер, перепечатано Яном Блау в 1645 году): Герцогская Пруссия впоследствии выделена цветом, Королевская Пруссия — нет

Оставшаяся часть орденского государства (позже названная Восточной Пруссией) первоначально оставалась автономной, пока великий магистр Альбрехт Бранденбург-Ансбахский не преобразовал Орден в светское герцогство в 1525 году, принеся вассальную присягу королю Польши Сигизмунду I. В 1618 году герцогство унаследовал курфюрст Бранденбургский Иоганн III Сигизмунд. Таким образом, Бранденбург и Пруссия оказались в личной унии, хотя курфюрст Бранденбурга в качестве герцога Пруссии номинально подчинялся польскому королю, пока курфюрст Фридрих Вильгельм I не получил в 1657 году суверенитет по Велаускому договору.
Во время восстания в Кёнигсберге в 1663 году последняя попытка прусских сословий заявить о себе в качестве фактора силы в герцогстве против курфюрста потерпела неудачу.
В 1701 году бранденбургский курфюрст Фридрих III был коронован в Кёнигсберге как «король Пруссии» Фридрих I. Однако в эту эпоху, известную как абсолютизм, не могло быть и речи о том, чтобы сословия имели право голоса, а следовательно, и о прусском ландтаге.

### Королевство Пруссия (1849—1918)
История прусского ландтага как политического института в XIX веке началась после Мартовской революции, роспуска Прусского национального собрания и введения октроированной конституции. Ландтаг XIX века был двухпалатным парламентом, состоящим из Палаты господ (до 1855 года Первая палата) и Палаты представителей (до 1855 года Вторая палата). 
Тем не менее Палата представителей была шагом вперёд по сравнению с ситуацией до 1848 года, так как была не собранием сословий, а представительным органом народа, несмотря на трёхклассную избирательную систему и имущественный ценз для избирателей. Обе палаты и король имели право законодательной инициативы. Важнейшим парламентским инструментом был закон о бюджете. Была также министерская ответственность, как парламентская (политическая), так и юридическая (уголовная). Однако влияние избранной Палаты представителей было ограничено преимущественно консервативной Палатой господ, назначаемой королём и имевшей своего рода право вето.
В первые годы, так называемую «эпоху реакции» (примерно с 1849 по 1858 годы) Палата представителей была сравнительно слабой. Ситуация изменилось при регентстве принца Вильгельма и его либеральном министре-президенте принце Карле Антоне фон Гогенцоллерн («новая эра»). Палата представителей, возглавляемая недавно созданной Прогрессистской партией, постепенно превратилась в серьёзного политического игрока. Кульминацией прусского парламентаризма стал конституционный конфликт 1861—1863 годов: Вильгельм I, только что вступивший на прусский престол, и его военный министр Альбрехт фон Роон потребовали увеличить военный бюджет, с чем не согласилось либеральное большинство Палаты представителей. Роон призвал короля назначить министром-президентом Отто фон Бисмарка, который воспользовался предполагаемым пробелом в конституции (Lückentheorie) и объявил, что данный вопрос находится в компетенции короля как представителя высшей силы, став вести дела без утверждённого ландтагом бюджета. Это вызвало бурные протесты со стороны депутатов и даже министров, на что Бисмарк ответил увольнением оппозиционных чиновников и особым указом, который ограничивал свободу печати. В немецкой историографии такая политика получила название «бюрократический авторитарный курс». В сентябре 1866 года министр-президент, на пике своей власти после битвы при Кёниггреце, добился принятия Закона о возмещении убытков (Indemnitätsgesetz), впоследствии легализовавшего его управление бюджетом.

## Резиденции

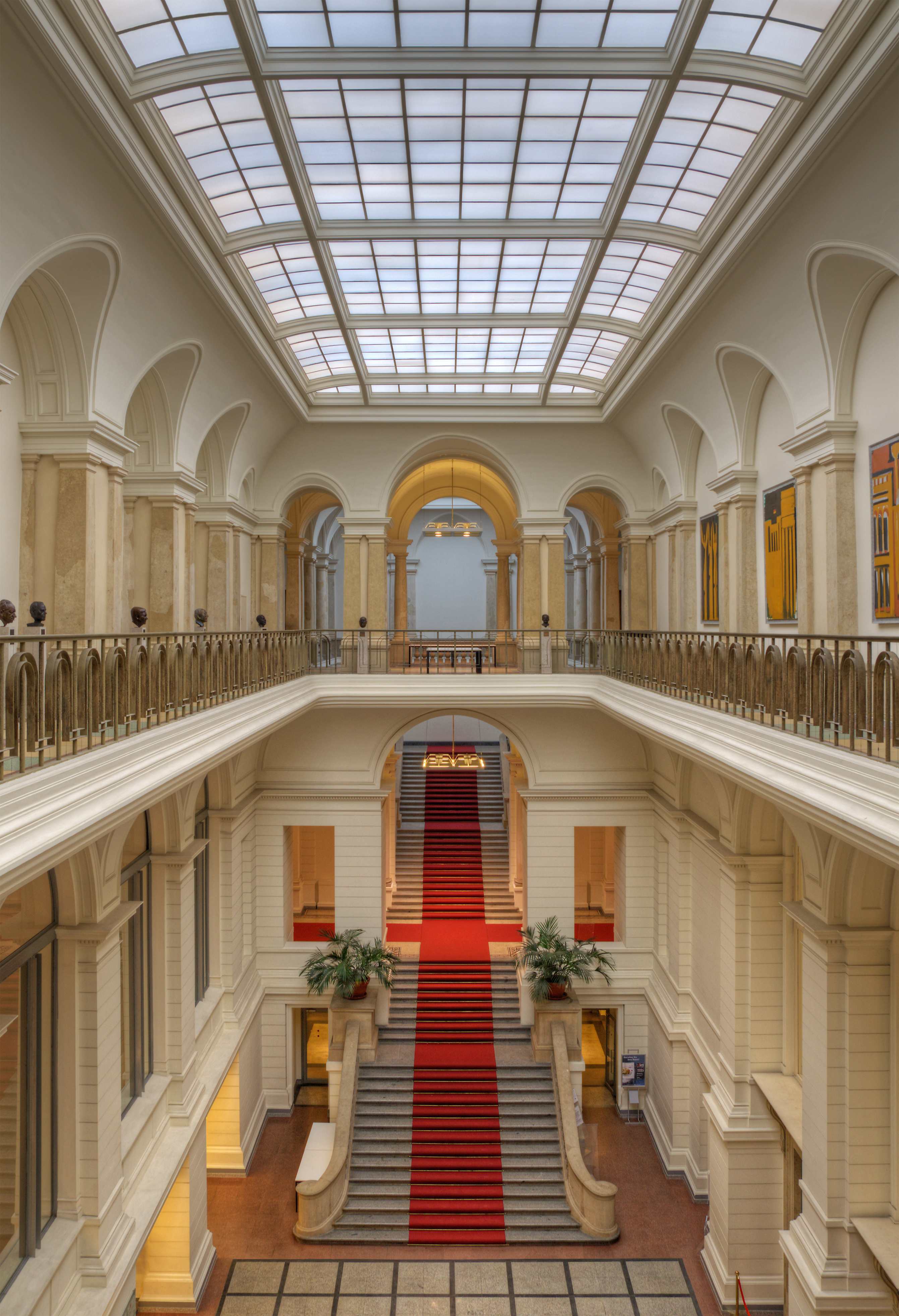
Главная лестница здания Прусской палаты представителей.

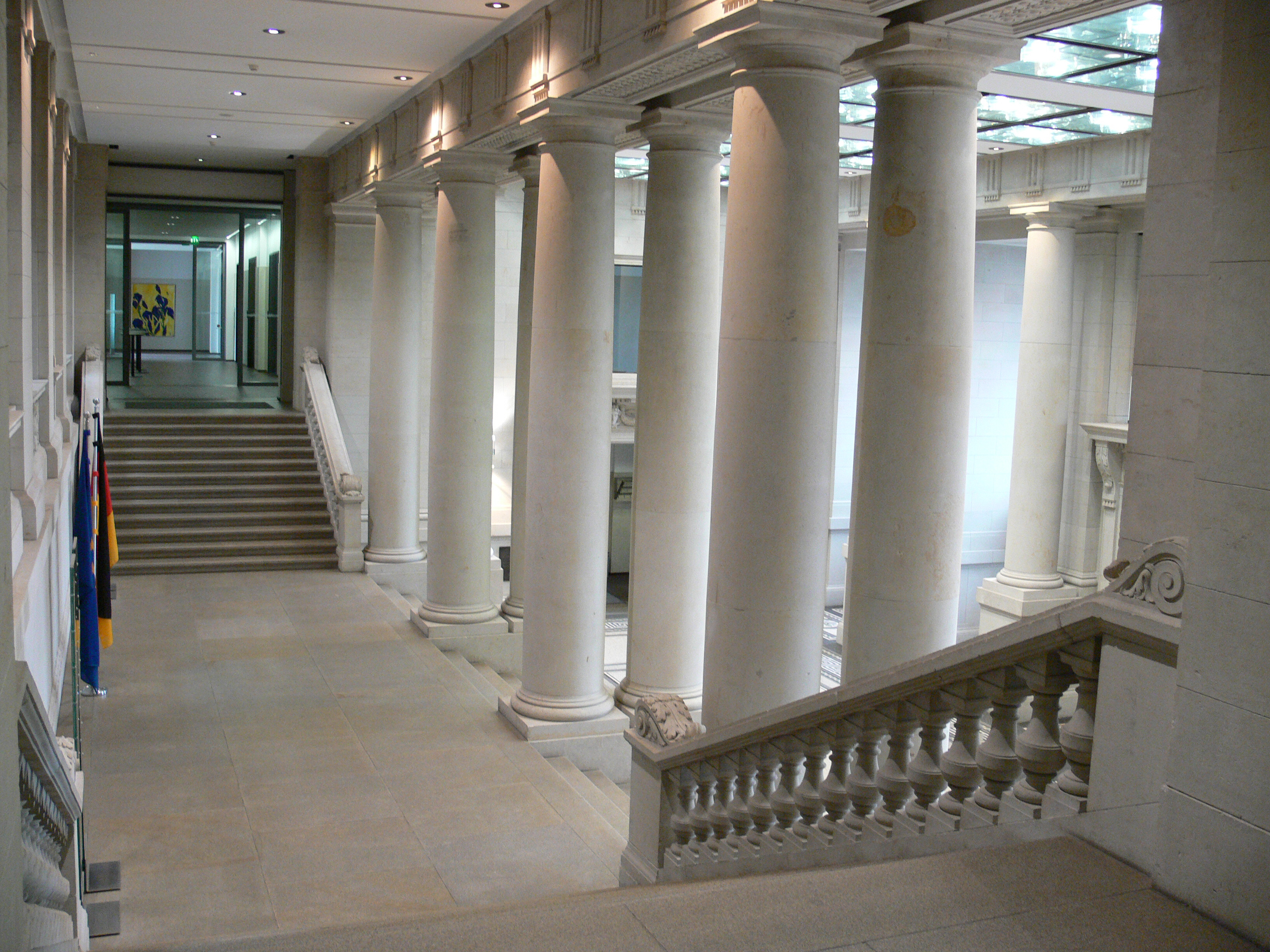
Вестибюль Прусской палаты господ.

В 1899 году Палата представителей Прусского ландтага переехала в здание на Принц-Альбрехт-штрассе № 5 (современная Нидеркирхнерштрассе), недалеко от Потсдамской площади, расположенное напротив выставочного комплекса Мартин-Гропиус-Бау. Оно было построено между 1892 и 1897 годами по проекту архитектора Фридриха Шульце в стиле «неоренессанса». С 1993 года здесь находится Палата представителей Берлина. Здание парламента находится на северной стороне Нидеркирхнерштрассе, ранее известной как Принц-Альбрехт-Штрассе.
Во время немецкой революции 1918–1919 годов с 16 по 20 декабря 1918 года здесь проходили собрания Имперского конгресса рабочих и солдатских советов (Reichsrätekongress). 1 января 1919 года в этом здании была основана Коммунистическая партия Германии. С 1918 по 1933 год в нём располагалось вначале Прусское учредительное собрание, а затем Ландтаг Свободного государства Пруссия. С 1993 года здание является резиденцией Палаты депутатов Берлина (берлинского ландтага). В просторечии оно до сих пор называется Прусский ландтаг, а соседнее здание, в котором размещается Бундестаг, до сих пор называют Рейхстагом.
Здание Палаты господ на Лейпцигерштрассе 3/4 было построено между 1899 и 1904 годами по проекту Фридриха Шульце в стиле «неоренессанс». Оба здания были построены вплотную и сообщаются через общее ресторанное крыло. После захвата власти нацистами здание Палаты господ передали расположенным по соседству Министерству авиации и фонду Германа Геринга Preußenhaus. После Второй мировой войны в нём находились отделения Академии наук ГДР, а с 29 сентября 2000 года здесь располагается Бундесрат Германии.